# Vilarelho da Raia
Vilarelho da Raia es una freguesia portuguesa del concelho de Chaves, en el distrito de Vila Real con 15,65 km² de superficie y 558 habitantes (2011). Su densidad de población es de 35,65 hab/km².

## Geografía
La freguesia se sitúa a 15 km al norte de la ciudad de Chaves, ocupando, como su propio nombre indica (raia = frontera), una faja de terreno a lo largo del límite con Galicia (provincia de Orense). Por el lado portugués limita con las freguesias de Vilela Seca, Ervededo y Outeiro Seco. Comprende, además del propio Vilarelho, otros tres núcleos de población: Cambedo, Vila Meā y Vilarinho da Raia.
La situación periférica y la pobreza del terreno explican el acentuado descenso demográfico que, como tantas freguesias trasmontanas, ha sufrido en los últimos decenios, acelerado desde la desaparición de las barreras fronterizas entre España y Portugal (la freguesia llegó a tener 1 637 habitantes en el censo de 1960).

## Historia
La freguesia de Vilarelho da Raia estuvo integrada entre en el concelho de Ervededo desde la creación de este en 1836 hasta su extinción en 1853, pasando entonces al municipio de Chaves. No se vio afectada por la reorganización administrativa que entró en vigor en 2013.
Cambedo, una de las aldeas de la freguesia era, junto a Soutelinho da Raia y Lama de Arcos, uno de los tres pueblos promiscuos, crecidos en la misma línea fronteriza y por tanto incontrolables por las autoridades aduaneras de ninguno de los dos países, cuya soberanía fue cedida definitivamente por España a Portugal en el Tratado de Lindes de Lisboa de 1864. Sobre estas aldeas "promiscuas" dice un autor contemporáneo del tratado:

El estado de los pueblos promíscuos era no menos singular: puestos cabalmente en la raya de ambas naciones, parte de una casa solia pertenecer á España y otra á Portugal. De esa manera el vecino, perseguido por las autoridades españolas, por ejemplo, sin salir de su morada y con solo presentarse á la puerta, que todas ó casi todas las casas tenían por la espalda, se hallaba en Portugal y á salvo de todo castigo. Grande aliento al crimen y á la impunidad!.

## Patrimonio
Además de la arquitectura tradicional de los caseríos, en especial los de Vilarelho y Cambedo, en el patrimonio histórico-artístico de la freguesia destacan la iglesia matriz, erigida en 1698, y las capillas del Señor de las Almas, de Nuestra Señora de las Nieves, de Santa Catalina y de San Gonzalo. También existen restos arqueológicos de época protohistórica, romana y medieval, el más señalado de ellos el castro de Cambedo, también conocido como Castelo de Wamba. Vilarelho da Raia cuenta con un pequeño Museo Etnográfico y Arqueológico.